# イオンプレーティング

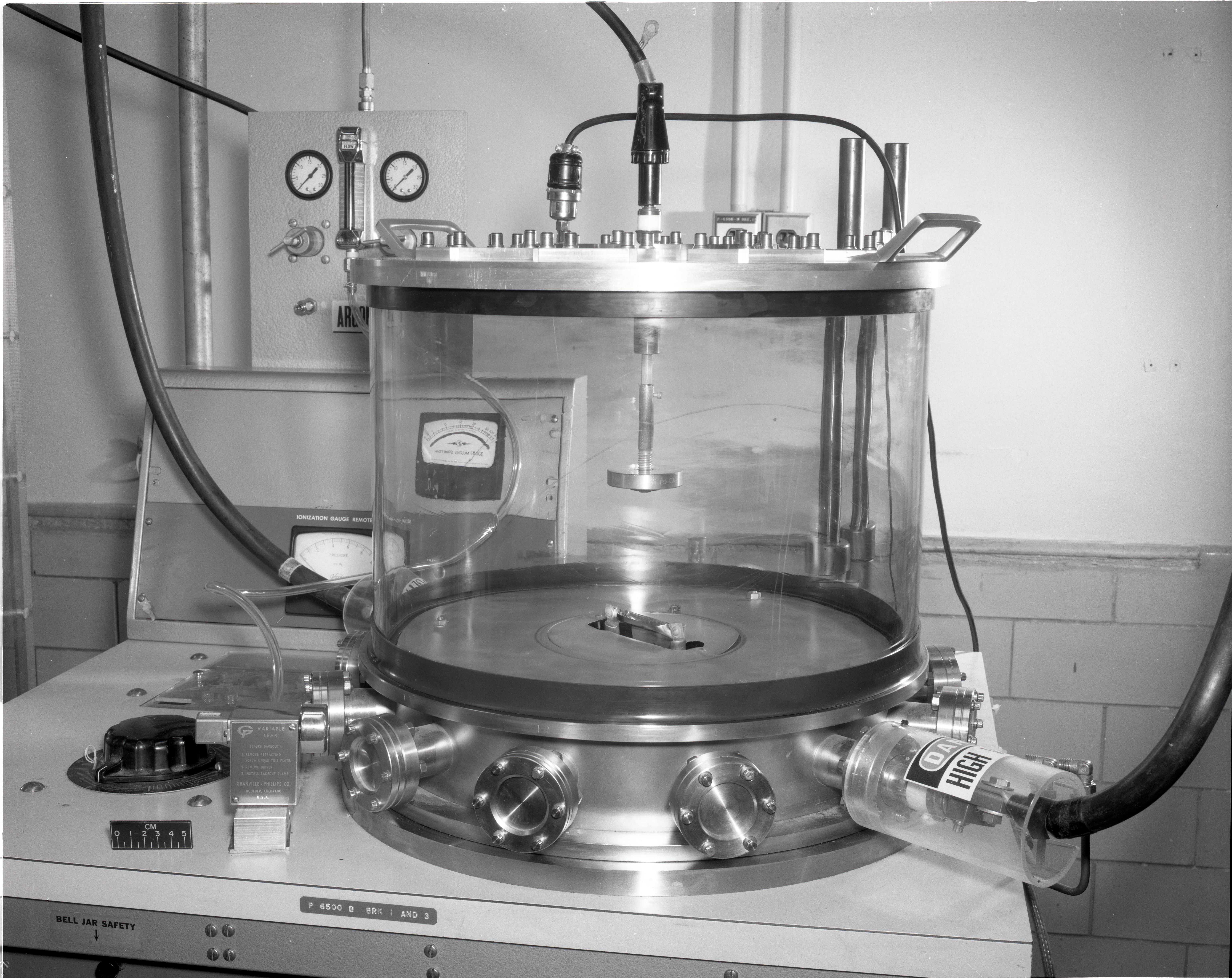
イオンプレーティングのリグ

イオンプレーティング（英：Ion Plating）とは、イオン化した金属を被加工物に蒸着させる表面処理のこと。

## 概要
宇宙開発技術の一環として、アメリカで発明された技術である。いわゆる鍍金の一種である。従来の鍍金が被加工物を電解溶液に浸し、表面に異種金属の皮膜を重ねるのに対し、イオンプレーティングはプラズマにより金属が蒸発して周囲の反応性ガスと反応・化合して被加工物に蒸着させる。なお、従来の鍍金に比べると、密着性、表面耐久性、工程の安全性は飛躍的に向上している。
蒸着金属、被加工物とともにあらゆる金属が用いられるが、よく用いられる金属としてチタンが挙げられる。表面処理が施されていない純チタンは表面硬度は低く、傷が付きやすいため、チタンの表面硬化処理としてショットブラストや本技術が用いられるが、本技術はプロセスの調整を行うことで装飾性のある表面処理が行え（後述）、腕時計外装など装飾性が必要となる製品の加工に用いられる。

### 工程
- 加工装置チャンバー内に蒸着金属と被加工物を入れ、内部を10-3 Pa～10-5 Pa程度の高真空状態にしてから不活性ガス（アルゴン）もしくは反応性ガス（窒素、炭化水素など）を注入する。
- 加工装置の熱電子発生陰極（電子銃）から電子ビームを蒸着材に向けて放電を行い、イオンと電子に分離したプラズマを発生させる。
- 電子ビームにより、金属を高温に加熱・蒸発させる。
- 蒸発した金属粒子は、正の電圧をかけることによりプラズマ中で電子と金属粒子と衝突して金属粒子がプラスイオンとなり、被加工物に向かって進むとともに金属粒子と反応性ガスが結びついて化学反応が促進される。

蒸着金属がチタン、反応性ガスが窒素の場合、　Ti＋N → TiN
- 化学反応が促進された粒子は、マイナス電子の加えられた被加工物へ向かって加速され、高エネルギーで衝突し、金属化合物として表面へ堆積される。

### 皮膜のタイプ
蒸着金属と反応性ガスの組み合わせを選択することにより、被加工物の表面にTiN, TiC、TiCN, ZrN等の硬化層が生成されるが、蒸着金属の種類やガスの濃度・混合比を調整することによりさまざまな性質や色調を得ることができる。
また、さらに装飾性を高めるために、貴金属（金・銀・白金など）を蒸着させて硬化層の上に貴金属合金皮膜層を重ねることも行われる。